# Maja Lex
Maja Lex (* 23. August 1906 in München; † 13. Oktober 1986 in Köln) war eine deutsche Tänzerin, Choreografin und Pädagogin. Sie begründete den Elementaren Tanz.

## Leben
Seit dem sechsten Lebensjahr bekam Maja Lex regelmäßig Klavierunterricht. Ab 1921 nahm sie am Gymnastikunterricht der Wandergymnastiklehrerin Marie Müller-Brunn teil. Entgegen ihrem Berufswunsch – Konzertpianistin – entschieden ihre Eltern, dass sie 1922, nach der Mittleren Reife, eine Banklehre und eine Hauswirtschaftsausbildung machen sollte. Beides brach Maja Lex jedoch bald ab. 
Nachdem sie 1925 in die Günther-Schule München eingetreten war, erwarb sie nach bereits 15 Monaten statt der eigentlich vorgesehenen zwei bzw. drei Jahre Ausbildungszeit ihr Lehrbefähigungszeugnis für Gymnastik. Bald darauf wurde sie neben Dorothee Günther, Gunild Keetman und Carl Orff Hauptlehrkraft an der Günther-Schule München.
Auf der pädagogisch-künstlerischen Arbeitsgrundlage der Günther-Schule München aufbauend, konnte Maja Lex ab 1926 eine völlig neue, tänzerische Erziehung mit pädagogisch-künstlerischer Intention entwickeln. Ihr Tanz der lebendigen und freien Bewegung in immer wieder neu entstehender rhythmisch-dynamischer und räumlicher Variante entstand – der „absolute“ und „bildfreie“ Elementare Tanz. Auch die Zusammenarbeit mit Gunild Keetman, Carl Orffs musikalische Erziehung und Dorothee Günthers Arbeit trugen hierzu bei. 
Im Vordergrund der Arbeitsweise des Elementaren Tanzes steht bis heute eine Körperschulung, die fließend in den Prozess kreativen Schaffens überleitet. Grundlage der technischen Arbeit sind differenzierte Wahrnehmungsvorgänge und experimentelle Erfahrungen der Bewegungsmöglichkeiten des eigenen Körpers. Die sogenannte Strukturierte Improvisation stellt dabei das verbindende Element zwischen speziellen Trainingsformen, Körper-, Bewegungs- und Sinnesschulung dar. Sie bildet die Basis für die Komposition und ist eine unerschöpfliche Inspirationsquelle, um die individuellen Bewegungsmöglichkeiten immer wieder neu zu entdecken und weiter zu führen.  
Ab 1927 trat Maja Lex mit eigenen Choreografien auf. Als Solistin und Choreografin der „Tanzgruppe Günther-München“ (Leitung: Dorothee Günther) gelang ihr in Zusammenarbeit mit der musikalischen Leiterin der Gruppe, der Komponistin Gunild Keetman, 1930 mit der „Barbarischen Suite“ der entscheidende Durchbruch. Zum 1. Mai 1933 trat sie der NSDAP bei (Mitgliedsnummer 3.206.412). Zahlreiche Gastspiele sowie Auszeichnungen im In- und Ausland folgten, bis die Schule 1944 zwangsweise geschlossen und 1945 endgültig zerstört wurde. 
Maja Lex, seit Anfang der 1940er Jahre gesundheitlich sehr angeschlagen, verlegte 1948 ihren Wohnsitz nach Rom und lebte dort gemeinsam mit Dorothee Günther im Hause ihrer gemeinsamen Freundin Myriam Blanc. Zu Anfang der 1950er Jahre nahm sie ihre künstlerisch-pädagogische Arbeit wieder auf und unterrichtete u. a. auf Einladung von Liselott Diem an der Deutschen Sporthochschule Köln. Dort lehrte sie als leitende Dozentin seit Mitte der 1950er Jahre bis 1976 das Schwerpunktausbildungsfach „Elementarer Tanz“. 
Das Konzept des Elementaren Tanzes wurde von ihr und später in Zusammenarbeit mit ihrer Nachfolgerin Graziela Padilla an der Deutschen Sporthochschule Köln weiterentwickelt. Seit Mitte der 1970er Jahre entstanden Lehrfilme und Lehrbücher zum Elementaren Tanz. Maja Lex war auch in ihrer Kölner Zeit als Choreografin und Tanzgruppenleiterin tätig. Bis zu ihrem Tod 1986 bestand ihr Lebensmittelpunkt aus dem Elementaren Tanz. Zwei Tage bevor sie starb, kommentierte sie noch vom Krankenbett aus eine Dia-Serie mit Bildern aus ihrem Leben als Pädagogin, Choreografin und Tänzerin.

## Quelle
Iris Haarland: Maja Lex. In: Info-Brief 2000, Seite 16–17, Hrsg.: Elementarer Tanz e.V. - Ebenfalls in: Karoline von Steinaecker: Luftsprünge - Anfänge moderner Körpertherapien, Seite 161,168f, München-Jena 2000

## Schriften
- Mit Graziela Padilla: Elementarer Tanz. Noetzel, Wilhelmshaven 1988
  - Bd. 1: Der Gang, ISBN 3-7959-0571-0.
  - Bd. 2: Die Arme, ISBN 3-7959-0572-9.
  - Bd. 3: Der Raum, ISBN 3-7959-0573-7.